# صدفيات ماصة
الصدفيات الماصة (الاسم العلمي: Sorbeoconcha) هي رتبة من الحيوانات تتبع طائفة بطنيات الأرجل من شعبة الرخويات.

## تصنيف
- رتيبة بطنيات الأرجل العالية
  - فوق فصيلة الطنينات
    - فصيلة الطنية
- رتيبة قرصيات الأرجل
  - فوق فصيلة اليقرونينات
    - فصيلة البوطاميدية
      - البوطاميد
      - اليقرون
- فوق فصيلة القرطيونينات
  - فصيلة القرطيونية
    - أسرة القطيوناوات
      - القرطيون